# Јаномами
Јаномами су аутохтони народ јужноамеричког подручја Венезуеле и Бразила. Има их око 20.000 и подељени су у четири велике групе.
Сва племена говоре више-мање сродним језицима, економски, политички и социјално су слични. Насељавају крајеве уз реке Парагуа, Вентуари, Падамо, Окам, Новака и Ориноко у Венецуели, и дуж Урарикуера, Катримани, Димини и Арак у Бразилу. На северозападу у полукругу су им суседи Кариби, њихови непријатељи Макуиритаре, а на југозападу племена Аравак.

## Живот и обичаји
Стална насеља Јаномама састоје се од кружних колиба распоређених око централног простора. Ова насеља често су заштићена палисадама. Село је темељна социо-политичка јединица која се састоји од више проширених породица. Свако село има сопственог поглавицу. Боравиште је првобитно матрилокално, за које време он је на испомоћи жениној породици, касније прелазе код мужевљеве породице. У случају да муж умре, удовица се поново удаје за његовог брата, а ако нема брата или браће, она се може након годину дана преудати за неког другог суплеменика. Полигинија је код Јаномама уобичајена. Све групе, као и суседни Кариби, имају разгранат систем сродства, терминологије сличне ирокешкој (Ирокези). Кланови и братства код њих нису опажене.
 
Јаномами имају богато развијену митологију; постоји веровање у натприродна бића и духове. Према њима сваки човек има 4 душе. Једна од њих је Бухи ('дух'), која се након смрти враћа у боребе, где живе душе мртвих. Ту је и Норесхи, врста духа или душе из џунгле од које када уђе у тело човек оболи. Шаманизам је добро развијен. Шаман успоставља контакт са духовима уз помоћ халуциногених дрога. Он лечи оболеле уз помоћ пријатељских духова 'хекира'. Шаман може постати свако ко то жели, у што га упућује старији шаман. Ипак је примећено тек неколико људи у неком селу који се баве овим послом.
Након смрти тело пале а преостале кости стуку у прах који се после конзумира од стране ожалошћених. Ова пракса је учестала код свих Јаномама.